# Stazione di Zoagli
La stazione di Zoagli è una fermata ferroviaria sulla linea Genova-Pisa a servizio dell'abitato di Zoagli.

## Storia

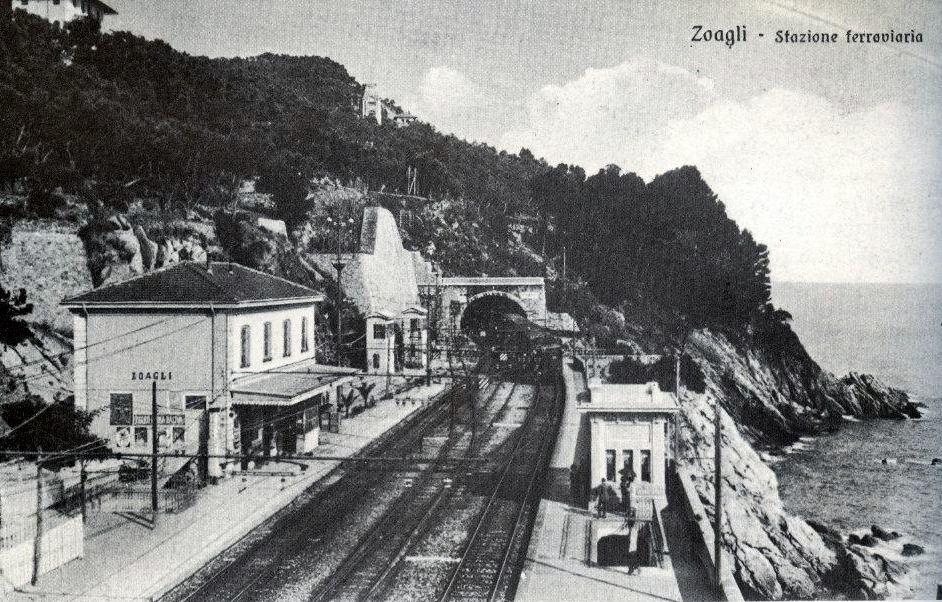
La stazione negli anni venti del XX secolo

L'impianto fu attivato il 23 novembre 1868 in occasione dell'apertura della ferrovia Genova-Chiavari.
Il raddoppio della tratta proveniente da Chiavari fu attivato il 20 marzo 1913, allorché la stazione divenne punto di passaggio dal semplice al doppio binario; per la tratta di ponente, fino a Santa Margherita Ligure, si dovette attendere il 18 dicembre 1923.
L'originario fabbricato di stazione, demolito in seguito alle distruzioni causate durante la seconda guerra mondiale, fu ricostruito negli anni cinquanta in foggia moderna.
Nel 1990 la stazione, privata del binario centrale utilizzato per realizzare precedenze e del tronchino merci, venne trasformata in semplice fermata impresenziata.

## Strutture ed impianti
Oltre al fabbricato viaggiatori, a due piani ed attualmente utilizzato quale locale di servizio, sono presenti pensiline ed un sottopassaggio di collegamento fra le due banchine laterali.
Dal piazzale esterno al fabbricato di stazione è possibile accedere, tramite un caratteristico tunnel in mattoni che sottopassa la linea, alla passeggiata a mare realizzata lungo la scogliera, che consente in caso di mare calmo un comodo e suggestivo accesso al centro del paese.

## Movimento
La fermata è servita prevalentemente dalle relazioni regionali Trenitalia svolte nell'ambito del contratto di servizio con la Regione Liguria.

## Servizi
La stazione offre i seguenti servizi:
- Biglietteria automatica
- Sala di attesa
- Servizi igienici